# Klaus Baudelaire
Klaus Baudelaire je jedním z hlavních hrdinů série dětských knih Řada nešťastných příhod od Lemonyho Snicketa. Na začátku je mu dvanáct let, ve Zpustlé vesnici oslaví třinácté narozeniny a na Konci je mu čtrnáct. Jeho největším koníčkem je čtení a díky množství přečtených knih má rozsáhlé vědomosti, které sourozencům Baudelairovým mnohokrát zachrání život. Má dvě sestry – starší Violet (vynálezkyni) a mladší Sunny (kuchařku s rozvinutým chrupem). Klaus má v knize černé vlasy a brýle, které jsou jeho charakteristickým rysem, ale ve filmu brýle nenosí. 

## Životopis
V prvním díle nazvaném Zlý začátek uhoří sourozencům Baudelairovým rodiče při strašném požáru, který zničí jejich dům. Violet, Klaus a Sunny jsou svěřeni do péče podlému hraběti Olafovi, kterému jde jen o to získat jejich ohromné dědictví. Jeho plánem je vzít si Violet za manželku. To se mu však díky spojenému úsilí obou starších sourozenců nepodaří.
V druhém díle nazvaném Temné terárium jdou sirotci Baudelairovi k novému opatrovníkovi, doktoru Montgomerymu (strýček Monty). Zde se ve svém převleku objeví hrabě Olaf a Montyho zavraždí. Jeho plán jak získat dědictví sourozenců Baudelairových naštěstí opět nevyjde.
Ve třetím díle nazvaném Široké okno jsou Violet, Klaus a Sunny převezeni k nové opatrovnici – bojácné Josephine Anwhistleové (teta Josephine). Hrabě Olaf se opět objeví v převleku a zavraždí i tetičku. Jeho plán ale nevyjde, Olaf bohužel znovu uprchne.
Ve čtvrtém díle nazvaném Ohavná pila jsou Baudelairovi odesláni k novému opatrovníkovi, majiteli pily, kde musí všichni tři tvrdě dřít. I tentokrát se objeví převlečený hrabě Olaf s novým plánem, ale sourozenci ho opět překazí. O život přijde Olafova kumpánka doktorka Orwellová.
V pátém díle nazvaném Strohá akademie se Klaus se svými sestrami octne na internátní škole zvané Prufrockova přípravná akademie, kde jsou strašní pedagogové i spolužáci. Spřátelí se zde s dvěma trojčaty, Duncanem a Isadorou Quagmireovými. I zde se objeví Olaf v převleku, Baudelairovi mu překazí plán, ale zlosyn unese Duncana a Isadoru. Sourozenci Baudelairovi se dozví o tajné organizaci, která se skrývá pod zkratkou D. P.
V šestém díle nazvaném Nouzový výtah jsou sourozenci odvedeni k novým opatrovníkům – manželům Jeromovi a Esmé Squalorovým. I v jejich domě se objeví hrabě Olaf v převleku, a opět mu jde jen o dědictví Baudelairových. Nakonec opět ostrouhá, ale Duncan s Isadorou zůstávají nadále v jeho moci. Klaus i jeho sestry pátrají po významu zkratky D. P.
V sedmém díle nazvaném Zpustlá vesnice adoptuje sourozence vesnička zvaná Dědina ptactva. Olaf zavraždí ubohého Jacquese Snicketa a vraždu svede na Baudelairovy, kteří jsou od té doby pronásledováni policií. Alespoň se jim podaří vysvobodit ze spárů zlosyna Quagmireovy, kteří uprchnou v nezávislém horkovzdušném balonovém obydlí.
V osmém díle nazvaném Zákeřná nemocnice prchají sourozenci před Olafem, až narazí na Heimlichovu nemocnici, kde se nechají zaměstnat. Hrabě Olaf ovšem unese Violet a chce jí uříznout hlavu, Klaus se Sunny mu to nakonec překazí. Když Olaf nemocnici zapálí, nezbývá Baudelairovým nic jiného, než uprchnout v kufru jeho auta.
V devátém díle nazvaném Masožravý lunapark odveze auto hraběte Olafa sourozence Baudelairovy do pustého Vnitrozemí, kde se Klaus a jeho sestry nechají v přestrojení zaměstnat v Lunaparku Caligari. Chtějí se dostat do Doliny průvanu, kde by možná mohli najít jednoho z rodičů, který přežil požár jejich domu. Protože do hor jede i hrabě Olaf, předstírají Baudelairovi, že se k němu přidali. Olaf však jejich převleky prokoukne a pokusí se je zabít. Bohužel se mu podaří unést Sunny.
V desátém díle nazvaném Ledová stěna se Klaus s Violet přidávají ke Sněžným pátračům, kteří míří do hor, kam chtějí i oni. Seznamují se s třetím z Quagmireových trojčat, Quigleym. Společně se jim podaří vysvobodit Sunny, ale končí ve vodách rozbouřené řeky. 

V jedenáctém díle nazvaném Ponurá sluj se Violet, Klaus a Sunny dostávají na palubu ponorky Kvíkveg, kde se setkávají s kapitánem Widdershinsem a jeho nevlastní dcerou Fionou, která Klausovi zlomí srdce. Hrabě Olaf má další plán, ale sourozencům se podaří utéct. 

Ve dvanáctém díle nazvaném Předposlední utkání se Klaus a jeho sestry seznamují s těhotnou Kit Snicketovou, sestrou zavražděného Jacquese Snicketa, která je odveze do hotelu Rozuzlení, kde, maskováni za hotelové sluhy, mají Baudelairovi plnit důležité poslání. Nakonec jsou hrabětem Olafem přinuceni zapálit hotel a uprchnout s ním na člunu.
Ve třináctém díle nazvaném Konec ztroskotá člun se zlosynem a sourozenci u břehů ostrova, jehož obyvatelé mezi sebe přijmou pouze Baudelairovy, ale Olafa zanechají na pobřežní mělčině. Později u břehů ostrova ztroskotá i Kit Snicketová. Klaus se sestrami objevují tajemný úkryt pod jabloní, kde je ukryta kronika, při jejímž čtení zjistí, že na ostrově kdysi přebývali i jejich rodiče. Poté, co hrabě Olaf vypustí smrtelně jedovaté medúzovité mycelium, všichni obyvatelé odplouvají z ostrova. Olaf umírá a Kit Snicketová porodí dítě, které sourozenci pojmenují po své matce Beatrice. Kit bohužel umírá krátce po porodu a sourozenci s Beatricí zůstávají rok žít na ostrově a dítě společně vychovávají. Po roce se rozhodnou odplout. Další osud Violet a jejích sourozenců je nejasný. Autor v závěru přiznává, že navzdory veškerému pátrání nemá tušení, jak se život sourozenců Baudelairových odvíjel dál, poté co i s Beatrice opustili ostrov.